# Meet The Supremes
Albums de The Supremes
Where Did Our Love Go
(1964)
Singles
1. I Want a Guy
Sortie : 9 mars 1961
2. Buttered Popcorn
Sortie : 21 juillet 1961
3. Your Heart Belongs to Me
Sortie : 8 mai 1962
4. Let Me Go the Right Way
Sortie : 5 novembre 1962

Meet The Supremes est le premier album du groupe The Supremes, sorti en décembre 1962.
Les titres qui le composent ont été enregistrés sur une période de deux ans. Sur les plus anciens, enregistrés entre fin 1960 et fin 1961, le groupe est encore un quatuor, avec Barbara Martin, qui quitte les Supremes au début de l'année 1962. Elle ne figure pas sur la pochette de l'album.
Meet The Supremes inclut les quatre premiers singles des Supremes, sortis entre mars 1961 et novembre 1962. Aucun d'eux ne s'est classé dans le Top 40 du Billboard, valant au groupe le surnom de « no-hit Supremes ». Ce n'est que deux ans plus tard qu'elles rencontrent le succès avec le no 1 Where Did Our Love Go, qui donne son titre à leur deuxième album.

## Titres

### Face 1
1. Your Heart Belongs to Me (Smokey Robinson) – 2:37
2. Who's Lovin' You (Robinson) – 2:47
3. Baby Don't Go (Berry Gordy) – 2:10
4. Buttered Popcorn (Gordy, Barney Ales) – 2:33
5. I Want a Guy (Gordy, Brian Holland, Freddie Gorman) – 2:50

### Face 2
1. Let Me Go the Right Way (Gordy) – 2:29
2. You Bring Back Memories (Robinson) – 2:35
3. Time Changes Things (Holland, Janie Bradford, Lamont Dozier) – 2:31
4. Play a Sad Song (Gordy) – 2:54
5. Never Again (Gordy) – 3:05
6. (He's) Seventeen (Raynoma Liles, Marv Johnson) – 2:43

## Personnel
- Diane Ross, Florence Ballard, Mary Wilson et Barbara Martin : chant et chœurs
- The Funk Brothers : instrumentation
- Berry Gordy : producteur, producteur exécutif
- Smokey Robinson : producteur
- Brian Holland et Lamont Dozier : producteurs (Time Changes Things)
- Raynoma Liles : instrumentation, productrice (He's Seventeen)